# Never Gone
Never Gone là album phòng thu của ban nhạc người Mỹ Backstreet Boys. Đây được coi là album đánh dấu sự trở lại sau một thời gian gián đoạn. Ban đầu, album được dự định phát hành năm 2004, nhưng thời điểm phát hành đã bị dời đến tận tháng 6 năm 2005 mà không rõ lý do. Album có sự thay đổi với các album trước, với nhiều chất rock hơn. Đây cũng là album cuối cùng có sự góp mặt của thành viên Kevin Richardson.

## Thông tin
Có 4 đĩa đơn đã được phát hành từ album. Đĩa đơn đầu tiên là "Incomplete", và sa đó là "Just Want You To Know". Đĩa đơn quốc tế thứ ba là "I Still...". Never Gone đã được chứng nhận Bạch kim ở Hoa Kỳ, bán được trên 293.000 bản trong tuần đầu tiên phát hành và đạt vị trí số 3 trên Billboard 200. Ở Nhật, album bán được 528.000, đứng thứ hai trong số các album của các nghệ sĩ châu Âu bán chạy nhất năm 2005. Trên toàn thế giới, album đã tiêu thụ được trên 10 triệu bản.
Never Gone cũng đã được phát hành dưới dạng đĩa kép. Bản đĩa kép có video âm nhạc cho "Incomplete" và một phim tài liệu ngắn về quá trình thực hiện video. Nó cũng đã được phát hành dưới dạng CD và DVD.
The Never Gone Tour cũng đã nhanh chóng được diễn ra sau khi album được phát hành.

## Đánh giá
Thật ngạc nhiên là những đánh giá chuyên môn ban đầu cho Never Gone khá tiêu cực do sự thay đổi trong phong cách âm nhạc bất ngờ và không đi theo những phong cách phổ biến. Tại Metacritic, album chỉ nhận được đánh giá trung bình 40/100 dựa trên tổng số 7 đánh giá.

## Danh sách bài hát
| STT | Nhan đề                                                     | Sáng tác                                                                | Thời lượng |
| --- | ----------------------------------------------------------- | ----------------------------------------------------------------------- | ---------- |
| 1.  | "Incomplete"                                                | Dan Muckala, Jess Cates, Lindy Robbins                                  | 3:59       |
| 2.  | "Just Want You to Know"                                     | Max Martin, Lukasz Gottwald                                             | 3:51       |
| 3.  | "Crawling Back to You"                                      | Chris Farren, Blair Daly                                                | 3:44       |
| 4.  | "Weird World"                                               | John Ondrasik                                                           | 4:12       |
| 5.  | "I Still..."                                                | Max Martin, Rami                                                        | 3:49       |
| 6.  | "Poster Girl"                                               | Billy Mann, Rasmus Bahncke, René Tromborg                               | 3:56       |
| 7.  | "Lose It All"                                               | Wally Gagel, Shelly Peiken, Alexander Barry                             | 4:04       |
| 8.  | "Climbing The Walls"                                        | Max Martin, Lukasz Gottwald                                             | 3:43       |
| 9.  | "My Beautiful Woman"                                        | Paul Wiltshire, Victoria Wu                                             | 3:38       |
| 10. | "Safest Place to Hide"                                      | Tom Leonard, Robin Lerner                                               | 4:36       |
| 11. | "Siberia"                                                   | Max Martin, Rami, Alexandra                                             | 4:17       |
| 12. | "Never Gone"                                                | Kevin Richardson, Gary Baker, Steve Diamond                             | 3:46       |
| 13. | "Song For The Unloved"                                      | Billy Mann, Chris Rojas                                                 | 3:40       |
| 14. | "Rush Over Me"                                              | Howie Dorough, AJ McLean, Nick Carter, Kevin Richardson, Brian Littrell | 3:28       |
| 15. | "Movin' On" (Japanese Bonus track)                          | Howie Dorough, Wade Robson, Nate Butler                                 | 3:32       |
| 16. | "Last Night You Saved My Life" (CD+DVD Package Bonus Track) |                                                                         |            |

## Xếp hạng
| Bảng xếp hạng (2005)          | Vị trí cao nhất |
| ----------------------------- | --------------- |
| U.S. Billboard 200            | 3               |
| UK Album Chart                | 11              |
| Australia ARIA Album Chart    | 6               |
| Canadian Album Chart          | 1               |
| New Zealand RIANZ Album Chart | 21              |
| Swiss Album Chart             | 3               |
| Austrian Album Chart          | 4               |
| French Album Chart            | 19              |
| Dutch Album Chart             | 3               |
| Belgium Flanders Album Chart  | 13              |
| Belgium Walonia Album Chart   | 19              |
| Swedish Album Chart           | 3               |
| Finnish Album Chart           | 5               |
| Norwegian Album Chart         | 20              |
| Danish Album Chart            | 11              |
| Italian Album Chart           | 4               |
| Spanish Album Chart           | 2               |
| Portuguese Album Chart        | 8               |
| Japanese Oricon Album Chart   | 3               |
| Hungarian Album Chart         | 8               |

## Doanh số và chứng nhận
| Quốc gia       | Chứng nhận  | Doanh số   |
| -------------- | ----------- | ---------- |
| Hoa Kỳ         | Bạch kim    | 1.000.000+ |
| Nhật Bản       | 2x Bạch kim | 500.000+   |
| Canada         | Bạch kim    | 100.000+   |
| Vương quốc Anh | Vàng        | 100.000+   |
| Úc             | Vàng        | 35.000+    |
| Ý              | Vàng        | 35.000+    |
| Đức            | Vàng        | 100.000+   |
| Mexico         | Vàng        | 50.000+    |
| Hà Lan         | Vàng        | 15.000+    |
| Nga            | Vàng        | 10.000+    |
| Ireland        | Vàng        | 7.500+     |
| Đài Loan       | Vàng        | 7.000+     |